# 174281 Lonský
174281 Lonský è un asteroide della fascia principale. Scoperto nel 2002, presenta un'orbita caratterizzata da un semiasse maggiore pari a 2,6163047 UA e da un'eccentricità di 0,0813467, inclinata di 8,06379° rispetto all'eclittica.